# Ariake-See
Die Ariake-See (jap. 有明海, Ariake-kai) ist eine Bucht des Ostchinesischen Meeres vor der japanischen Insel Kyūshū.

## Geografie

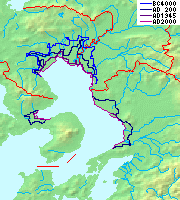
Veränderung der Küstenlinie von 4000 v. Chr. bis 2000 n. Chr.

Die Bucht ist 90 km lang, durchschnittlich 17 km breit und besitzt eine Fläche von 1700 km².
Östlich in die Bucht ragt die Shimabara-Halbinsel, nördlich davon befindet sich an der Mündung des Honmyō-gawa die Isahaya-Bucht (諫早湾, Isahaya-wan). Der Südteil der Ariake-See ab dieser Halbinsel wird auch Shimabara-Bucht (島原湾, Shimabara-wan) genannt. Die südliche Begrenzung bilden die Amakusa-Inseln, wobei auf deren gegenüberliegender Seite die Yatsushiro-See liegt, die damit wiederum direkt mit der Ariake-See verbunden ist. Über die Hayasaki-Meerenge (早崎瀬戸, Hayasaki-seto) zwischen der Shimabara-Halbinsel und der Insel Shimoshima der Amakusa-Inseln ist sie mit dem Ostchinesischen Meer verbunden, wobei dessen Meeresgebiet an dieser Stelle auch Amakusa-nada (天草灘) genannt wird.
In die Ariake-See münden acht Klasse-1-Flüsse – Chikugo-gawa, Yabe-gawa, Kase-gawa, Rokkaku-gawa, Honmyō-gawa, Kikuchi-gawa, Shirakawa und Midorikawa – mit einem Einzugsgebiet von 6852 km², sowie 104 Klasse-2-Flüsse mit einem Einzugsgebiet von 1303,91 km². Die Ariake-See besitzt damit ein Gesamteinzugsgebiet von 8155,91 km².
Die Ariake-See ist mit nur durchschnittlich 20 m relativ seicht und besitzt zudem mit sechs Metern den höchsten Tidenhub in Japan. Dadurch bilden sich bei Ebbe große Wattebenen mit einer Tiefe von fünf bis sieben Kilometer, die 1992 eine Ausdehnung von 207 km² besaßen. Durch die Flut lagern sich pro Jahr etwa fünf Zentimeter an Sedimenten ab.

## Menschliche Nutzung

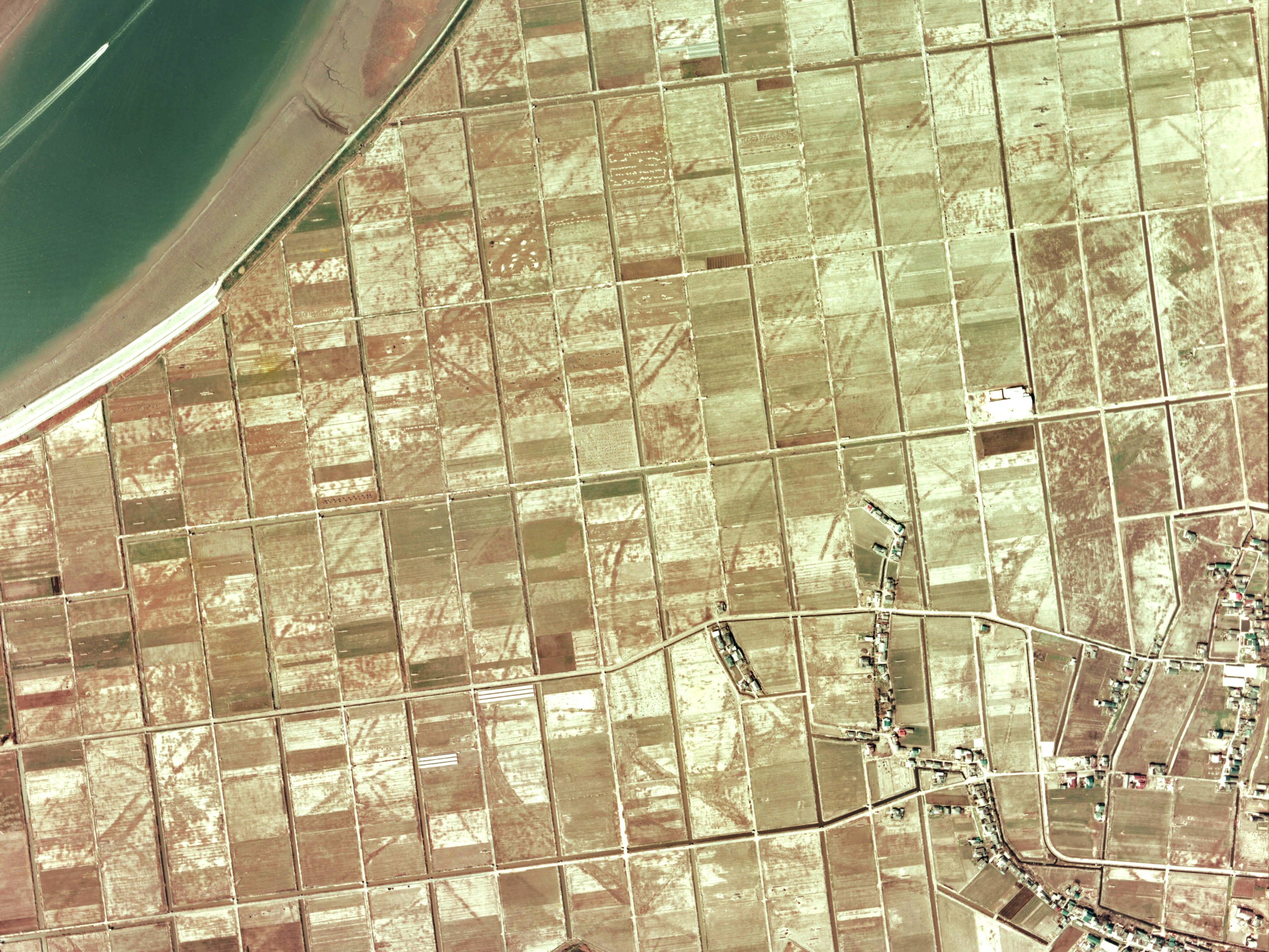
Luftbild von 1974, das konzentrische Spuren von früheren Landgewinnungsmaßnahmen zeigt

Genutzt werden die ausgedehnten Wattgebiete zum Nori-Anbau, so dass zwei Drittel der japanischen Gesamtproduktion von hier stammen. Zudem wurde schon früh versucht das Land zur Nutzung trockenzulegen, wobei die ersten derartigen Maßnahmen für die Regierungszeit der Kaiserin Suiko (reg. 593–628) belegt sind. Bis in die 1970er Jahre wurden so Stück für Stück insgesamt 266 km² an Neuland gewonnen. Aus diesen Gründen hat sich Küstenlinie über die Jahrhunderte stark verändert und an den Flussmündungen befinden sich ausgedehnte fruchtbare, aber stark flutgefährdete Ebenen, die zu großen Teilen nur bis zu drei Meter über dem Meeresspiegel liegen.
Im Westen befindet sich die Isahaya-Ebene (諫早平野, Isahaya-heiya) des Honmyō-gawa, die aufgrund der 450 Jahre andauernden Landgewinnungsmaßnahmen sich heute über etwa 35 km² erstreckt und die größte Kornkammer der Präfektur Nagasaki ist. Im Norden ist die ausgedehnte und sehr wasserreiche Saga-Ebene (佐賀平野, Saga-heiya) und im Westen die Kikuchi-Ebene (菊池平野, Kikuchi-heiya) des Kikuchi-gawa, sowie die Kumamoto-Ebene (熊本平野, Kumamoto-heiya) des Shirakawa und Midorikawa.

## Gemeinden
Die Präfekturen und Gemeinden an der Küste im Uhrzeigersinn sind:
- Präfektur Saga
  - Tara
  - Kashima
  - Shiroishi
  - Saga
- Präfektur Fukuoka
  - Yanagawa
  - Miyama
  - Ōmuta
- Präfektur Kumamoto
  - Arao
  - Nagasu
  - Tamana
  - Kumamoto
  - Uto
  - Uki
  - Kami-Amakusa
  - Amakusa
- Präfektur Nagasaki
  - Minami-Shimabara
  - Shimabara
  - Unzen
  - Isahaya